# Landeskrankenhaus Bregenz

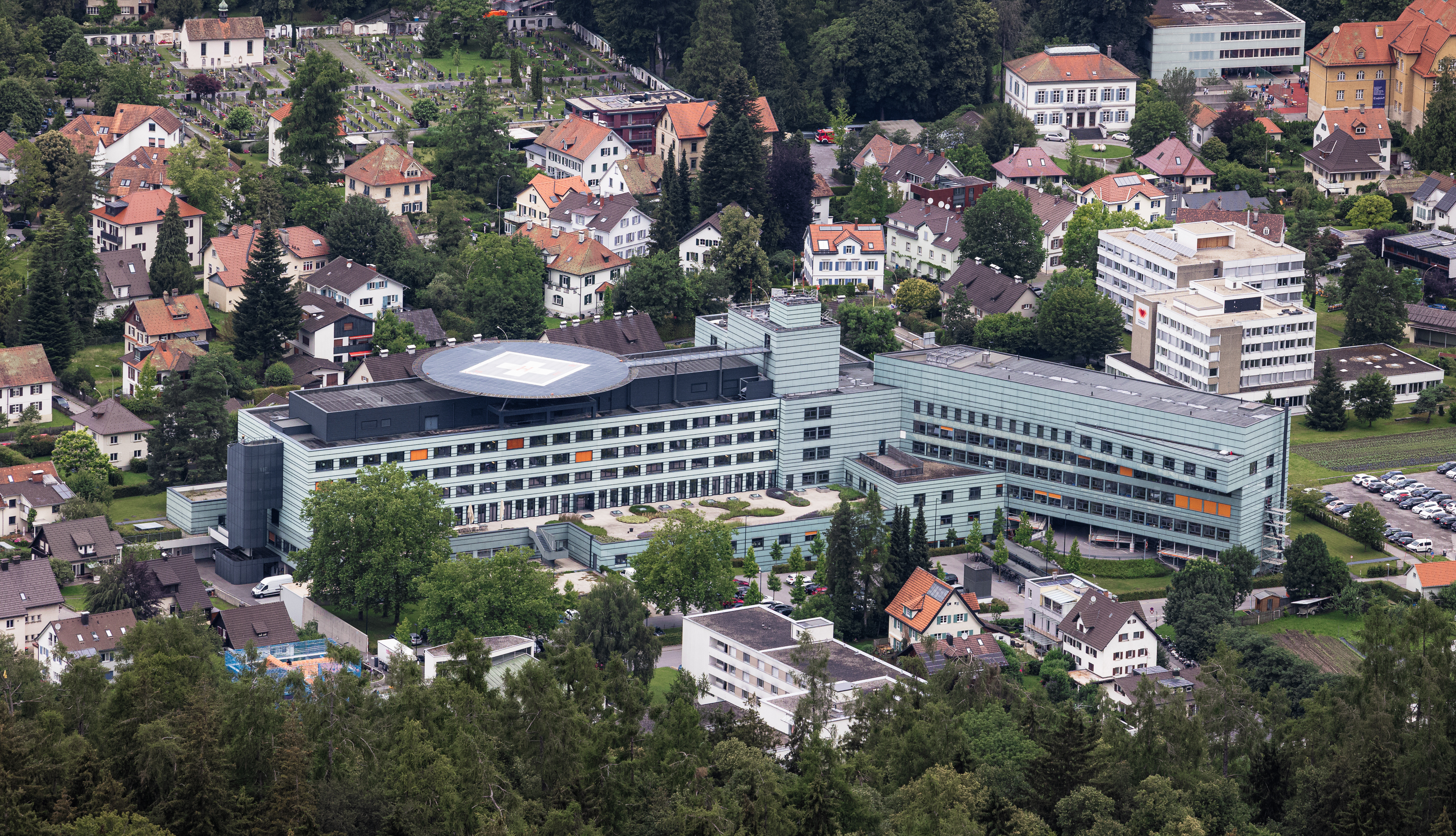
LKH Bregenz

Das Landeskrankenhaus Bregenz ist ein Krankenhaus mit 275 Betten und liegt in der Landeshauptstadt Bregenz in Vorarlberg in der Carl-Pedenz-Straße 2. Der Neubau fand in den Jahren 1970–1974 statt. Das ehemalige Krankenhaus der Stadt Bregenz wurde am 1. Jänner 1992 vom Land übernommen und am 1. Jänner 2001 in die landeseigene Vorarlberger Krankenhaus-Betriebsgesellschaft eingegliedert.

## Der Umbau
Von 1999 bis 2019 wurde das LKH Bregenz umgebaut und modernisiert. In der ersten Etappe wurde der Osttrakt neu errichtet, dann folgten der Umbau des Hauptgebäudes, der Neubau vom Westtrakt, der Neubau Technik und die Sanierung der Fassade des Hauptgebäudes. Insgesamt wurden 113,4 Millionen Euro investiert.

## Abteilungen
- Anästhesie
- Chirurgie
- Frauenheilkunde und Geburtshilfe
- Innere Medizin
- Kinderheilkunde
- Radiologie
- Unfallchirurgie
- Urologie
- Intensivstation[3]